# Gierłoż
Gierłoż este o arie protejată (sit de importanță comunitară — SCI) din Polonia întinsă pe o suprafață de 56,95 ha, integral pe uscat.

## Localizare
Centrul sitului Gierłoż este situat la coordonatele 54°04′44″N 21°29′53″E / 54.079°N 21.4981°E.

## Înființare
Situl Gierłoż a fost declarat sit de importanță comunitară în aprilie 2004 pentru a proteja 1 specie de animale.

## Biodiversitate
Situată în ecoregiunea continentală, aria protejată conține 2 habitate naturale: Păduri de stejar și carpen Galio-Carpinetum, Păduri aluvionare cu Alnus glutinosa și Fraxinus excelsior (Alno-Padion, Alnion incanae, Salicion albae).
La baza desemnării sitului se află o specie protejată de  mamifere: liliac cârn (Barbastella barbastellus).